# Ахиезер, Александр Ильич
Алекса́ндр Ильи́ч Ахие́зер (укр. Олекса́ндр Іллі́ч Ахіє́зер; 18 (31) октября 1911, Чериков, Могилёвская губерния, Российская империя — 4 мая 2000, Харьков, Украина) — советский и украинский физик-теоретик, профессор (1941). Академик АН УССР (1964; член-корреспондент с 1958), доктор физико-математических наук (1940). Брат математика Н. И. Ахиезера.

## Биография
Родился в Черикове в семье земского врача Ильи Александровича (Шендеровича) Ахиезера (сын могилёвского торговца меховыми товарами Шендера Юдовича Ахиезера) и его жены Натальи Григорьевны. В 1934 году окончил Киевский политехнический институт и начал работу в теоретическом отделе Украинского физико-технического института в Харькове (ныне — Харьковский физико-технический институт), которым в то время руководил будущий нобелевский лауреат Л. Д. Ландау (Ахиезер был третьим, кто сдал знаменитый «теорминимум»). В 1936 году защитил кандидатскую диссертацию. В 1938 году, после переезда Ландау в Москву, возглавил теоретический отдел УФТИ и руководил им до 1988 года, в 1956—1959 являлся заместителем директора по науке ХФТИ. В 1940 году защитил докторскую диссертацию. Во время войны УФТИ был эвакуирован в Алма-Ату. В 1944—1952 годах работал в Москве в лаборатории И. В. Курчатова над атомным проектом.
В 1936—1990 годах преподавал в Харьковском университете, в 1951—1964 — в Военной инженерной радиотехнической академии, с 1941 года — профессор. В 1940 году основал кафедру теоретической ядерной физики на физико-математическом факультете Харьковского университета и заведовал ею до 1975 года. Один из основателей физико-технического факультета университета.
А. И. Ахиезер был одним из основателей Института теоретической физики при Национальном научном центре «ХФТИ», сейчас носящего его имя. Подготовил 72 кандидата и 33 доктора наук, среди его учеников много крупных ученых, академиков Национальной академии наук Украины (В. Г. Барьяхтар, Я. Б. Файнберг, С. В. Пелетминский, А. Г. Ситенко и др.).

## Научная деятельность
Работы Ахиезера посвящены самым разным разделам теоретической физики.
Квантовая электродинамика. В 1936 совместно с И. Я. Померанчуком решил задачи о рассеянии фотонов высоких энергий на фотонах и о когерентном рассеянии фотонов на ядрах, избавившись при этом от расходимостей на основе представлений о калибровочной инвариантности. В 1953 совместно с В. Б. Берестецким опубликовал монографию по квантовой электродинамике, которая уже включала в себя недавно полученные методы по вычислению высших порядков теории возмущений. В этом же году Р. В. Половин под его руководством рассчитал радиационные поправки к рассеянию электрона на электроне. В 1958 П. И. Фомин также под его руководством рассчитал радиационные поправки к тормозному излучению методом оператора массы. В 1974—1982 совместно с Н. Ф. Шульгой и В. Ф. Болдышевым рассмотрел процессы излучения каналированных электронов и позитронов в кристаллах. В 1975—1995 совместно с Н. Ф. Шульгой разработал теорию квантово-электродинамических явлений в кристаллах.
Ядерная физика. В 1941—1947 совместно с И. Я. Померанчуком рассмотрел процессы рассеяния медленных нейтронов кристаллами, независимо от Э. Ферми предсказал возможность получения холодных нейтронов, в 1948—1949 развил теорию резонансных ядерных реакций и теорию дифракции при рассеянии заряженных частиц на ядрах (модель Ахиезера — Померанчука). Исследовал рассеяние систем, состоящих из слабо связанных частиц, на ядрах, что позволило в 1955 совместно с А. Г. Ситенко предсказать дифракционное расщепление дейтрона. В 1964 совместно с М. П. Рекало рассчитал ряд электромагнитных характеристик адронов, обобщил кварковую модель с учётом процессов электромагнетизма. Совместно с И. А. Ахиезером развил теорию рассеяния пионов в ядерной материи. Большое внимание уделял практическим вопросам: проблеме замедления нейтронов, построению линейных ускорителей и проч.
Физика плазмы. В 1949 совместно Я. Б. Файнбергом предсказал экспоненциальный рост флуктуаций в плазме под действием электронного пучка (так называемая пучковая неустойчивость плазмы). Внес вклад в развитие теории ударных волн в плазме, в 1948 совместно с Г. Я. Любарским и Р. В. Половиным установил условия эволюционности и критерии устойчивости магнитогидродинамических волн. В 1947 совместно с Л. Э. Паргамаником предсказал электронный циклотронный резонанс. В 1957 совместно с А. Г. Ситенко и И. Г. Проходой изучил рассеяние электромагнитных волн на флуктуациях плазмы.
Физика твердого тела. В 1938 заложил основы кинетической теории поглощения звука в твердых телах (механизм поглощения Ахиезера), применил её для рассмотрения поглощения ультразвука в металлах, диэлектриках и магнитных кристаллах (1957, совместно с Г. Я. Любарским и М. И. Кагановым). В 1946 ввел концепцию магнонов (квантов спиновых волн) в ферродиэлектриках и рассмотрел их взаимодействие с фононами и между собой. Это привело к построению в 1959 теории релаксационных и кинетических процессов в магнитоупорядоченных кристаллах. На этой основе в 1956 совместно с В. Г. Баръяхтаром и С. В. Пелетминским предсказал эффект магнитоакустического резонанса, состоящего в том, что при совпадении частот и волновых векторов спиновой и звуковой волн происходит резкое усиление взаимодействия между ними. Построил теорию связанных магнитоакустических волн, изучил ряд явлений, возникающих в условиях магнитоакустического резонанса. Эта работа была признана как научное открытие и занесена в Государственный реестр открытий СССР под № 46 с приоритетом от 1956 г. в следующей формулировке: «Установлено неизвестное ранее явление взаимодействия гиперзвуковых и магнитных (спиновых) волн в ферро-, ферри- и антиферромагнетиках, особенно интенсивно проявляющееся в виде возбуждения магнитных волн гиперзвуковыми и гиперзвуковых волн магнитными при совпадении частот этих колебаний (магнитоакустический резонанс)».

## Награды
- Медаль «За доблестный труд в Великой Отечественной войне 1941—1945 гг.» (1945)
- Премия АН СССР имени Л. И. Мандельштама (1949)
- Орден «Знак Почёта» (1954)
- Орден Трудового Красного Знамени (1971, 1981)
- Премия имени К. Д. Синельникова АН УССР (1978)
- Заслуженный деятель науки УССР (1986)
- Государственная премия УССР в области науки и техники (1986)
- Почётная грамота Президиума Верховного Совета УССР
- Премия имени Н. Н. Боголюбова (НАН Украины) (1995)
- Орден «За заслуги» (Украина) ІІІ степени (1996)[5]
- Орден «За заслуги» (Украина) ІІ степени (1999)
- Премия имени И. Я. Померанчука (1998)
- Премия имени А. С. Давыдова НАН Украины (2000)
- Государственная премия Украины в области науки и техники (2002, посмертно)[6]

## Память
- Институт теоретической физики имени А. И. Ахиезера при Национальном научном центре «ХФТИ»[7].

## Публикации

### Книги
- А. И. Ахиезер, И. Я. Померанчук. Некоторые вопросы теории ядра. — 2-е изд. — М., Л.: Гостехиздат, 1950.
- А. И. Ахиезер, И. А. Ахиезер, Р. В. Половин, А. Г. Ситенко, К. Н. Степанов. Коллективные колебания в плазме. — М.: Атомиздат, 1964; Pergamon Press, 1967.
- А. И. Ахиезер, В. Г. Барьяхтар, С. В. Пелетминский. Спиновые волны. — М.: Наука, 1967; Amsterdam: North Holland, 1968.
- Л. Д. Ландау, А. И. Ахиезер, Е. М. Лифшиц. Курс общей физики. Механика и молекулярная физика. — 2-е изд. — М.: Наука, 1969. (Warszawa: WNT, 1968; Berlin: Academie-Verlag, 1970)
- А. И. Ахиезер, И. А. Ахиезер, Р. В. Половин, А. Г. Ситенко, К. Н. Степанов. Электродинамика плазмы. — М.: Наука, 1974; Pergamon Press, 1975.
- А. И. Ахиезер, С. В. Пелетминский. Методы статистической физики. — М.: Наука, 1977; Pergamon Press, 1981.
- А. И. Ахиезер, М. П. Рекало. Электродинамика адронов. — Киев: Наукова думка, 1977.
- А. И. Ахиезер, В. Б. Берестецкий. Квантовая электродинамика. — 4-е изд. — М.: Наука, 1981. (NY: Consultants Bureau, 1957; L.: Oldbourne Press, 1962; Leipzig: B.G. Teubner, 1962; Wiley & Sons, 1965)
- А. И. Ахиезер. Общая физика. Электрические и магнитные явления. — Киев: Наукова думка, 1981.
- А. И. Ахиезер, М. П. Рекало. Биография элементарных частиц. — 2-е изд. — Киев: Наукова думка, 1983.
- А. И. Ахиезер, И. А. Ахиезер. Электромагнетизм и электромагнитные волны. — М.: Высшая школа, 1985.
- А. И. Ахиезер, С. В. Пелетминский. Поля и фундаментальные взаимодействия. — Киев: Наукова думка, 1986.
- А. И. Ахиезер, М. П. Рекало. Элементарные частицы. — М.: Наука, 1986.
- А. И. Ахиезер. Атомная физика. — Киев: Наукова думка, 1988.
- А. И. Ахиезер, А. Г. Ситенко, В. К. Тартаковский. Электродинамика ядер. — Киев: Наукова думка, 1989; Berlin: Springer, 1994.
- А. И. Ахиезер, С. В. Пелетминский. Теория фундаментальных взаимодействий. — Киев: Наукова думка, 1993; Singapore: World Science, 1995.
- А. И. Ахиезер, Н. Ф. Шульга. Электродинамика высоких энергий в веществе. — М.: Наука, 1993; Gordon & Breach, 1996.
- А. И. Ахиезер, Ю. П. Степановский. От квантов света до цветных кварков. — Киев: Наукова думка, 1993.
- А. И. Ахиезер, Ю. А. Бережной. Теория ядра. — Харьков: Вища школа, 1995.
- А. И. Ахиезер. Развивающаяся физическая картина Мира. — Харьков: ННЦ ХФТИ.
- А. И. Ахиезер, И. Я. Померанчук. Введение в теорию мультиплицирующих систем (реакторов). — М: ИздАТ, 2002.

### Статьи
Полную библиографию см. в книге . См. также статьи в УФН.
- A. Akhieser, L. Landau, I. Pomeranchook. Scattering of Light by Light (англ.) // Nature. — 1936. — Vol. 138, no. 3483. — P. 206.
- A. Aсhieser. Über die Streuung von Licht an Licht (нем.) // Sow. Phys. — 1937. — Bd. 11, H. 3. — S. 263—283.
- А. Ахиезер, И. Померанчук. Когерентное рассеяние γ-лучей ядрами // ЖЭТФ. — 1937. — Т. 7, вып. 5. — С. 567—578.
  - A. Aсhieser, I. Pomerantschuk. Kohärente Streuung von γ-Strahlen an Kernen (нем.) // Sow. Phys. — 1937. — Bd. 11, H. 5. — S. 478—497.
- А. Ахиезер. О поглощении звука в твердых телах // ЖЭТФ. — 1938. — Т. 8, вып. 12. — С. 1318—1329.
  - A. Akhieser. On the Absorption of Sound in Solids (англ.) // Journal of Physics (USSR). — 1939. — Vol. 1, no. 4. — P. 277—287.
- А. Ахиезер. О поглощении звука в металлах // ЖЭТФ. — 1938. — Т. 8, вып. 12. — С. 1330—1339.
  - A. Akhieser. On the Absorption of Sound in Metals (англ.) // Journal of Physics (USSR). — 1939. — Vol. 1, no. 4. — P. 289—298.
- А. И. Ахиезер. О некоторых свойствах электронного газа в магнитном поле // ДАН СССР. — 1939. — Т. 23, № 9. — С. 872—875.
- А. Ахиезер. Об изменении сопротивления металлов в магнитном поле // ЖЭТФ. — 1939. — Т. 9, вып. 4. — С. 426—431.
- А. Ахиезер, И. Лифшиц. К теории электрического пробоя ионных кристаллов // ДАН СССР. — 1940. — Т. 27, № 8. — С. 785—787.
- А. Ахиезер. К кинетической теории теплопроводности диэлектрических кристаллов // ЖЭТФ. — 1940. — Т. 10, вып. 12. — С. 1354—1362.
- А. И. Ахиезер. О влиянии внутрикристаллического поля на магнитную восприимчивость // Ученые записки Куйбышевского государственного педагогического и учительского института им. В. В. Куйбышева. — 1943. — Вып. 7. — С. 82—88.
- А. Ахиезер, И. Померанчук. О тепловом равновесии между спинами и решеткой // ЖЭТФ. — 1944. — Т. 14, вып. 9. — С. 342—352.
  - A. Akhieser, I. Pomeranchuk. On the Thermal Equilibrium between Spins and Crystal Lattice (англ.) // Journal of Physics (USSR). — 1944. — Vol. 8, no. 4. — P. 206—215.
- A. Akhieser, I. Pomeranchuk. On the Heat Conductivity of Salts Used in the Magnetic Cooling Method (англ.) // Journal of Physics (USSR). — 1944. — Vol. 8, no. 4. — P. 216—218.
- А. И. Ахиезер, И. Я. Померанчук. О теплопроводности висмута // ЖЭТФ. — 1945. — Т. 15, вып. 10. — С. 587—592.
  - A. Akhieser, I. Pomeranchuk. On the Thermal Conductivity of Bismuth (англ.) // Journal of Physics (USSR). — 1945. — Vol. 9, no. 2. — P. 93—96.
- А. Ахиезер, И. Померанчук. Об упругом рассеянии ядрами быстрых заряженных частиц // ЖЭТФ. — 1946. — Т. 16, вып. 5. — С. 396—402.
  - A. Akhieser, I. Pomeranchuk. On the Elastic Scattering of Fast Charged Particles by Nuclei (англ.) // Journal of Physics (USSR). — 1945. — Vol. 9, no. 6. — P. 471—476.
- A. Akhieser. Theory of the Relaxation Processes in Ferromagnetics at Low Temperatures (англ.) // Journal of Physics (USSR). — 1946. — Vol. 10, no. 3. — P. 217—230.
- А. Ахиезер, И. Померанчук. О рассеянии нейтронов с энергией в несколько градусов в жидком гелии II // ЖЭТФ. — 1946. — Т. 16, вып. 5. — С. 391—395.
  - A. Akhieser, I. Pomeranchuk. On the Scattering of Low Energy Neutrons in Helium II (англ.) // Journal of Physics (USSR). — 1945. — Vol. 9, no. 6. — P. 461—464.
- А. Ахиезер, И. Померанчук. О рассеянии медленных нейтронов в кристаллах // ЖЭТФ. — 1947. — Т. 17, вып. 9. — С. 769—782.
  - A. Akhieser, I. Pomeranchuk. On the Scattering of Slow Neutrons in Crystals (англ.) // Journal of Physics (USSR). — 1947. — Vol. 11, no. 2. — P. 167—178.
- А. Ахиезер, И. Померанчук. О рефракции нейтронов // ЖЭТФ. — 1948. — Т. 18, вып. 5. — С. 475—478.
- А. Ахиезер, И. Померанчук. К теории резонансного рассеяния частиц // ЖЭТФ. — 1948. — Т. 18, вып. 7. — С. 603—608.
- А. И. Ахиезер. О релаксационных явлениях в твёрдых телах // Ученые записки Харьковского государственного университета. — 1948. — Т. 27, Труды Физ. отд-ния Физ.-матем. фак., т. 1. — С. 37—46.
- А. И. Ахиезер, Л. Э. Паргаманик. Свободные колебания электронной плазмы в магнитном поле // Ученые записки Харьковского государственного университета. — 1948. — Т. 27, Труды Физ. отд-ния Физ.-матем. фак., т. 1. — С. 75—104.
- А. И. Ахиезер, Я. Б. Файнберг. О взаимодействии пучка заряженных частиц с электронной плазмой // ДАН СССР. — 1949. — Т. 69, № 4. — С. 555—556.
- А. Ахиезер, И. Померанчук. К определению неэлектромагнитного взаимодействия между электронами и нейтронами // ЖЭТФ. — 1949. — Т. 19, вып. 6. — С. 558—559.
- А. И. Ахиезер, И. Я. Померанчук. Диффракционное рассеяние быстрых нейтронов и заряженных частиц // УФН. — 1949. — Т. 39, вып. 2. — С. 153—200.
- А. И. Ахиезер, Г. Л. Любарский, Я. Б. Файнберг. Об эффекте Черенкова и сложном эффекте Допплера // ДАН СССР. — 1950. — Т. 73, № 1. — С. 55—58.
- А. И. Ахиезер, Г. Я. Любарский. К теории возбуждения колебаний в волноводе с помощью линейной антенны // ЖТФ. — 1950. — Т. 20, вып. 9. — С. 1049—1064.
- К. Д. Синельников, А. И. Ахиезер, Г. Я. Любарский. Об изменении собственной частоты эндовибратора при внесении в него металлического шарика // Ученые записки Харьковского государственного университета. — 1950. — Т. 35, Труды Физ. отд-ния Физ.-матем. фак., т. 2. — С. 61—64.
- А. И. Ахиезер, Г. Я. Любарский. Заметка о скин-эффекте в тонких металлических пластинках // Ученые записки Харьковского государственного университета. — 1950. — Т. 35, Труды Физ. отд-ния Физ.-матем. фак., т. 2. — С. 91—93.
- А. И. Ахиезер, Г. Л. Любарский. К нелинейной теории колебаний электронной плазмы // ДАН СССР. — 1951. — Т. 80, № 2. — С. 193—195.
- А. И. Ахиезер, Я. Б. Файнберг. О высокочастотных колебаниях электронной плазмы // ЖЭТФ. — 1951. — Т. 21, вып. 11. — С. 1262—1269.
- А. И. Ахиезер, Я. Б. Файнберг. Медленные электромагнитные волны // УФН. — 1951. — Т. 44, вып. 3. — С. 321—368.